# Prosymna pitmani
Prosymna pitmani är en ormart som beskrevs av Battersby 1951. Prosymna pitmani ingår i släktet Prosymna och familjen snokar. Inga underarter finns listade i Catalogue of Life.
Denna orm förekommer i västra Afrika från södra Tanzania till Malawi och norra Moçambique. Arten lever i låglandet och i kulliga områden upp till 900 meter över havet. Individerna lever i fuktiga skogar, savanner och buskskogar. Prosymna pitmani gräver i lövskiktet och i det översta jordlagret. Honor lägger cirka fyra ägg per tillfälle.
Beståndet hotas lokalt av skogarnas omvandling till jordbruksmark. I utbredningsområdet ingår flera skyddszoner. IUCN listar arten som livskraftig (LC).